# Żulice (rejon złoczowski)
Żulice (ukr. Жуличі) – wieś w rejonie złoczowskim obwodu lwowskiego Ukrainy.
Do scalenia w 1934 r. w II Rzeczypospolitej miejscowość była siedzibą gminy wiejskiej w powiecie złoczowskim województwa tarnopolskiego.

## Położenie
Na podstawie Słownika geograficznego Królestwa Polskiego i innych krajów słowiańskich Żulice to wieś w powiecie złoczowski, położona 8 km na północny-zachód od Złoczowa.

## Zabytki
- cerkiew pw. św. Mikołaja